# Nhà máy điện hạt nhân Fukushima II
Nhà máy điện hạt nhân Fukushima II (福島第二原子力発電所 (Phúc Đảo đệ nhị nguyên tử lực phát điện sở) Fukushima Daini Genshiryoku Hatsudensho,  Fukushima II NPP, 2F) là nhà máy điện hạt nhân nằm ở thị trấn Naraha, huyện Futaba, tỉnh Fukushima, Nhật Bản. Nhà máy bắt đầu thi công vào năm 1976 và vận hành vào năm 1982. Nhà máy thuộc quyền quản lý và vận hành bởi Công ty Điện lực Tokyo (TEPCO).